# Selma Rıza Feraceli
Selma Riza (5 de febrero de 1872-5 de octubre de 1931) fue la primera periodista turca. También fue una de las primeras novelistas de Turquía. Después de su muerte, sus familiares asumieron el apellido Feraceli; a veces también se la conoce como Selma Riza Feraceli. 

## Biografía
Nació el 5 de febrero de 1872. Su padre era Ali Rıza, un diplomático del Imperio Otomano en Austria-Hungría, y su madre Naile, que era una convertida austríaca.
Después de su educación con profesores privados en Estambul, viajó a París en 1898 para encontrarse con su hermano mayor Ahmet Rıza, quien era miembro del movimiento Jóvenes Turcos. Estudió en la Universidad de la Sorbona y se afilió al Comité de Unión y Progreso (CUP). Era la única mujer miembro del comité. En París, escribió en dos periódicos publicados por CUP: Mechveret Supplément Français en francés y Şura'i Himmet en turco. En 1908, regresó a Estambul, donde escribió en otros dos periódicos; Hanımlara Mahsus Gazete ("Periódico para mujeres") y Kadınlar Dünyası ("Mundo de las damas"). También se convirtió en secretaria general de la Media Luna Roja Turca entre 1908-1913. Durante los últimos años del Imperio Otomano, trabajó duro para transformar el Palacio del Sultán Adile, un palacio real en Estambul, en una escuela para niñas. Con la ayuda de su hermano, tuvo éxito y el palacio fue utilizado como Kandilli High School for Girls hasta 1986, cuando se quemó parcialmente.
Murió el 5 de octubre de 1931.
En 1892, cuando solo tenía veinte años, escribió una novela inédita titulada Uhuvvet ("Amistad"). Fue publicada en 1999, mucho después de su muerte, por el Ministerio de Cultura de Turquía.